# Metronome Productions
 Ikke at forveksle med Metronom.
Metronome Productions A/S er et dansk tv- og filmproduktionssselskab.
Metronome Productions blev stiftet i 1950 som pladeselskabet Metronome Records af komponisten og forretningsmanden Bent Fabricius-Bjerre.
I 1979 begyndte Metronome Productions at producere spillefilm, bl.a. børnefilmen Hodja fra Pjort. I den forbindelse tog selskabet navneforandring til Metronome Productions. Bent Fabricius-Bjerre solgte i 1997 Metronome Productions og søsterselskabet Metronome Studios, og selskabet har indtil 2009 haft skiftende ejere, bl.a. TDC, den norske mediekoncern Schibsted og det hollandske produktionsselskab Endemol. I 2009 blev Metronome Productions sammen med moderselskabet Metronome Film og Television AB i Sverige solgt til den engelske Shine Group. 
Metronome ejes nu af koncernen Banijay, som i 2020 opkøbte hele Endemol Shine Group.
Selskabet ledes i dag af adm. direktør Tina Christensen.

## Produktioner
- 1 mod 100
- Big Brother Danmark (2001-2014)
- Casper & Mandrilaftalen (1999)
- Familien fra Bryggen
- For lækker til love
- Gutterne på kutterne
- Huset
- Hva' kvinder vil ha'
- Hvem vil være millionær?
- Hypnosens Magt
- Identity
- Isfugle
- Jeopardy!
- Kom til middag
- Langt fra Las Vegas
- Luksusfælden
- Maj & Charlie
- Noas Ark
- Pernilles Univers
- Politijagt
- Popstars
- Quiz Direkte
- Razzia - SKAT rykker ud
- Rundt om klaveret
- Sandhedens Time

## Ekstern henvisning
- Metronome Productions' officielle hjemmeside